# 1 E9 m²
1,000 km2から10,000km2までの広さのリスト
- 1,000 km2 未満

- 1,000km2
  - 100,000ha
  - 一辺が31.6 kmの正方形の面積
  - 半径18 kmの円の面積

太字は国
- 1,023 km2 -- 山口市
- 1,106 km2 -- 香港
- 1,121 km2 -- 札幌市
- 1,207 km2 -- 沖縄本島
- 1,232 km2 -- いわき市
- 1,242 km2 -- 富山市
- 1,399 km2 -- フェロー諸島
- 1,408 km2 -- 足寄町（日本一面積の広い町）
- 1,412 km2 -- 静岡市（市の面積5位）
- 1,427 km2 -- 北見市（市の面積4位、市町村の面積5位）
- 1,443 km2 -- 留別村（日本一面積の広い村、市町村の面積4位）
- 1,450 km2 -- 日光市（市町村の面積3位）
- 1,489 km2 -- 国後島
- 1,558 km2 -- 浜松市（市町村の面積2位）
- 1,877 km2 -- 香川県（都道府県の面積47位、日本一面積の小さい都道府県）
- 1,905 km2 -- 大阪府
- 2,040 km2 -- モーリシャス
- 2,170 km2 -- コモロ
- 2,178 km2 -- 高山市（日本一面積の広い市町村）
- 2,191 km2 -- 東京都
- 2,281 km2 -- 沖縄県
- 2,416 km2 -- 神奈川県
- 2,441 km2 -- 佐賀県
- 2,586 km2 -- ルクセンブルク
- 2,766 km2 -- マニトゥーリン島（淡水湖の中の島では世界最大）
- 2,944 km2 -- サモア
- 3,187 km2 -- 択捉島
- 3,507 km2 -- 鳥取県
- 3,691 km2 -- 奈良県（都道府県の面積40位）
- 3,798 km2 -- 埼玉県
- 3,913 km2 -- 紋別郡（日本一面積の広い郡）
- 4,002 km2 -- ロードアイランド州（全米50州の中で最小の州）
- 4,017 km2 -- 滋賀県
- 4,033 km2 -- カーボベルデ
- 4,132 km2 -- 長崎県
- 4,147 km2 -- 徳島県
- 4,167 km2 -- フランス領ポリネシア
- 4,186 km2 -- 石川県
- 4,190 km2 -- 福井県
- 4,248 km2 -- 富山県
- 4,465 km2 -- 山梨県
- 4,612 km2 -- 京都府
- 4,725 km2 -- 和歌山県（都道府県の面積30位）
- 4,986 km2 -- 福岡県
- 5,128 km2 -- トリニダード・トバゴ
- 5,158 km2 -- 千葉県
- 5,173 km2 -- 愛知県
- 5,633 km2 -- バリ島
- 5,676 km2 -- 愛媛県
- 5,770 km2 -- ブルネイ
- 5,774 km2 -- 三重県
- 6,097 km2 -- 茨城県
- 6,112 km2 -- 山口県
- 6,341 km2 -- 大分県
- 6,362 km2 -- 群馬県
- 6,408 km2 -- 栃木県（都道府県の面積20位）
- 6,708 km2 -- 島根県
- 7,104 km2 -- 高知県
- 7,114 km2 -- 岡山県
- 7,282 km2 -- 宮城県
- 7,409 km2 -- 熊本県
- 7,735 km2 -- 宮崎県
- 7,777 km2 -- 静岡県
- 8,401 km2 -- 兵庫県
- 8,479 km2 -- 広島県
- 9,104 km2 -- プエルトリコ
- 9,187 km2 -- 鹿児島県（都道府県の面積10位）
- 9,250 km2 -- キプロス
- 9,325 km2 -- 山形県
- 9,646 km2 -- 青森県（都道府県の面積8位）

- 10,000 km2 以上